# Wira Wama
Wira Wama (24 ottobre 1989) è un calciatore papuano, centrocampista del Hekari United.

## Carriera

### Club
Ha sempre giocato nel campionato di casa.

### Nazionale
Partecipa alla Coppa delle nazioni oceaniane 2016 con la propria Nazionale, arrendendosi solo alla Nuova Zelanda in finale.

## Palmarès

### Club

#### Competizioni nazionali
- Campionato di calcio della Papua Nuova Guinea: 4

Hekari United: 2010-2011, 2011-2012, 2013, 2014